# Pauline Schäfer
Pauline Sieglinde Schäfer (Saarbrücken, 4 januari 1997) is een Duitse gymnaste. Ze won een bronzen medaille op zowel de Olympische Spelen en de Wereldkampioenschappen turnen 2015 op de balk. Ze nam ook deel aan de Wereldkampioenschappen in 2013 en 2014.

## Privé
Schäfer werd geboren in 1997 in Saarbrücken, Saarland. Ze heeft een jongere zus Helene en twee oudere broers. Ze begon op vijfjarige leeftijd met turnen bij TV Pflugscheid-Hixberg. In 2012 verhuisde ze van Bierbach an der Blies naar het internaat Sportgymnasium Chemnitz.

## Loopbaan

### 2013
Schäfer werd senior in 2013 en maakte haar internationale debuut tijdens de wereldbeker in Cottbus in maart. Tijdens de kwalificaties werd ze negentiende op balk en negende op sprong, waardoor ze de eerste reserve was voor de finale. Later die maand deed ze mee aan de Chemnitz Friendly waar ze in een gemengd team zat met landgenote Carina Kröll en de Amerikanen Amelia Hundley en Brenna Dowell. Ze eindigden als team op de vierde plaats. In de meerkamp eindigde Schäfer op de achtste plaats. De maand daarop nam Schäfer deel aan de wereldbekerwedstrijd in Ljubljana. Tijdens de kwalificaties werd ze veertiende op sprong, twaalfde op vloer en negende op evenwichtsbalk en ging daarom niet door naar de finales van een onderdeel. In mei nam ze deel aan haar eerste Duitse nationale kampioenschappen als senior elite turnster. Ze werd vierde in de meerkamp achter Elisabeth Seitz, Lisa Katharina Hill, en Kim Bui. Tijdens de finales werd ze vierde op sprong, derde op evenwichtsbalk en zesde op vloeroefening. Schäfer nam deel aan de Wereldkampioenschappen 2013, maar plaatste zich voor geen enkele onderdeelfinale.

### 2014
Schäfer begon het seizoen op een vriendschappelijke wedstrijd in München waar ze Duitsland hielp tweede te worden achter Groot-Brittannië. Individueel werd ze zesde in de meerkamp. Later werd ze geselecteerd om deel te nemen aan de Europese kampioenschappen samen met Kim Bui, Çağla Akyol, Sophie Scheder en Janine Berger. Samen eindigden ze als vierde in de teamfinale. In augustus nam ze deel aan de Duitse nationale kampioenschappen waar ze tweede werd in de meerkamp en op vloeroefening achter Bui, eerste op sprong en evenwichtsbalk, en zesde op brug. De maand daarop nam Schäfer deel aan de Länderkampf Kunstturnen, een vriendschappelijke wedstrijd, waar Duitsland Roemenië en Zwitserland versloeg. Individueel eindigde Schäfer als derde in de meerkamp achter Larisa Iordache en Giulia Steingruber.
In oktober vertegenwoordigde Schäfer Duitsland op de wereldkampioenschappen 2014 naast Bui, Akyol, Lisa Katharina Hill, Elisabeth Seitz, en Scheder. Samen eindigden ze als negende tijdens de kwalificaties en waren ze de eerste reserve voor de teamfinale. Hoewel ze zich voor geen enkele individuele finale kwalificeerde, voerde Schäfer met succes een nieuw element uit, een zijwaartse salto tucked met ½ draai (180°) opstijgen van één been naar zijstand, dat daarom in de puntencode naar haar werd genoemd. In november nam Schäfer deel aan de DTB Team Challenge waar ze Duitsland hielp om als team eerste te eindigen. Individueel eindigde ze tweede op sprong en vloeroefening achter Ksenia Afanasyeva, vierde op brug, maar won goud op evenwichtsbalk. Schäfer sloot het seizoen af op de wereldbeker in Glasgow, waar ze achtste werd.

### 2015
Schäfer begon het seizoen op de wereldbeker in Cottbus, waar ze alleen op evenwichtsbalk meedeed en in de kwalificaties als tiende eindigde. Later werd ze geselecteerd voor de Europese kampioenschappen. Daar kwalificeerde ze zich voor de balk, waar ze in de finale zevende werd. In mei nam Schäfer deel aan de Flanders International Team Challenge waar ze Duitsland hielp eerste te worden als team en individueel werd ze vijfde in de meerkamp. In september nam ze deel aan de Duitse nationale kampioenschappen waar ze tweede werd in de meerkamp achter Elisabeth Seitz. Ze werd eerste op sprong en evenwichtsbalk, vijfde op vloeroefening en zesde op brug. Vervolgens nam ze deel aan de Duitse Wereldkampioenschappen waar ze derde werd achter Seitz en Sophie Scheder.
Schäfer werd geselecteerd om Duitsland te vertegenwoordigen op de Wereldkampioenschappen samen met Seitz, Scheder, Leah Griesser, Lisa Katharina Hill, en Pauline Tratz. Tijdens de kwalificaties plaatsten zij zich als twaalfde en gingen niet door naar de teamfinale. Schäfer werd echter dertiende in de meerkamp en achtste op evenwichtsbalk en plaatste zich voor beide finales. Tijdens de meerkampfinale eindigde Schäfer op de negentiende plaats. Tijdens de balkfinale turnde Schäfer een foutloze oefening en won de bronzen medaille achter Simone Biles en Sanne Wevers, Duitsland's eerste balkmedaille in meer dan 30 jaar. In november nam Schäfer deel aan de Arthur Gander Memorial waar ze de zilveren medaille won in de meerkamp op drie onderdelen achter Larisa Iordache. Ze sloot het seizoen af met een deelname aan de Swiss Cup, een gemengde parenwedstrijd waar ze samen met Andreas Bretschneider deelnam. Samen eindigden ze als derde achter het Oekraïense team van Angelina Kysla en Oleg Verniaiev en het Roemeense team van Iordache en Marius Berbecar.

### 2016
In maart nam Schäfer deel aan de German National Team Cup waar ze eerste werd in de meerkamp. Daarna nam ze deel aan de Wereldbeker in Stuttgart waar ze vijfde werd na de balk te hebben geturnd. In april nam ze deel aan het Olympisch Test Evenement waar ze Duitsland hielp tweede te worden achter Brazilië en een team te kwalificeren voor de Olympische Spelen. Individueel werd ze zesde op evenwichtsbalk en vijfde op vloeroefening. In juni nam Schäfer deel aan de Duitse nationale kampioenschappen waar ze derde werd in de meerkamp achter Sophie Scheder en Elisabeth Seitz.Ze won goud op zowel evenwichtsbalk als vloeroefening. De volgende maand nam ze deel aan de Olympische Trials waar ze vierde werd en in het team werd opgenomen samen met Seitz, Scheder, Kim Bui, en Tabea Alt. Vervolgens nam ze deel aan een vriendschappelijke wedstrijd in Chemnitz waar Duitsland eerste werd en individueel werd Schäfer tweede achter Giulia Steingruber.
Op de Olympische Spelen van 2016 in Rio de Janeiro deed Schäfer tijdens de kwalificaties mee aan sprong, evenwichtsbalk en vloeroefening en hielp Duitsland zich voor het eerst sinds de Duitse hereniging te kwalificeren voor de teamfinale. Tijdens de teamfinale leverde Schäfer opnieuw een bijdrage op sprong, evenwichtsbalk en vloeroefening voor de zesde plaats van Duitsland.

### 2017
Schäfer nam deel aan de German National Team Cup waar ze tweede eindigde achter Tabea Alt. Daarna nam ze deel aan de World Cup in Stuttgart waar ze vierde werd achter Alt, Angelina Melnikova, en Morgan Hurd. In april nam Schäfer deel aan de Europese kampioenschappen naast Alt, Elisabeth Seitz en Kim Bui. Ze kwalificeerde zich voor de finales meerkamp en vloeroefening. In de meerkampfinale werd ze twintigste en in de vloeroefeningfinale werd ze zesde achter Melnikova, Ellie Downie, Eythora Thorsdottir, Bui, en Lara Mori. In juni nam ze deel aan de Duitse nationale kampioenschappen waar ze tweede werd in de meerkamp achter Seitz, vierde op brug en evenwichtsbalk, en goud won op de vloeroefening. In september nam ze deel aan de Duitse Wereldkampioenschappen waar ze naast Bui, Seitz en Alt in het team werd opgenomen.
Op de wereldkampioenschappen turnde Schäfer tijdens de kwalificaties alleen balk en vloeroefening. Zij werd tweeëntwintigste op de vloeroefening maar derde op de evenwichtsbalk en plaatste zich daarmee naast landgenote Alt voor de toestelfinale. Tijdens de kwalificaties was Schäfer de enige turnster die op de evenwichtsbalk een uitvoeringsscore hoger dan 8 kreeg. Tijdens de toestelfinale was Schäfer opnieuw de enige turnster met een uitvoeringsscore hoger dan 8 en won ze uiteindelijk de gouden medaille op het toestel voor Hurd en Alt. Dit was Duitsland's eerste gouden medaille voor vrouwen op een Wereldkampioenschap sinds de Duitse hereniging. Schäfer sloot het seizoen af op de wereldbeker in Cottbus waar ze tweede werd op de balk achter Wang Cenyu en derde op de vloeroefening achter Lilia Akhaimova en Maria Kharenkova.

### 2018
In juni nam Schäfer deel aan de Duitse Euro Trials waar ze eerste werd in de meerkamp en de hoogste scores behaalde op de evenwichtsbalk en de vloeroefening. Ze werd in het team opgenomen naast Kim Bui, Sarah Voss, Leah Griesser en Emma Höfele. De volgende maand nam Schäfer deel aan de Sainté Gym Cup waar ze derde werd in de meerkamp achter Mélanie de Jesus dos Santos en Lorette Charpy. Bovendien werd Duitsland tweede achter Frankrijk in de teamcompetitie.
Op de Europese kampioenschappen kwalificeerde Schäfer zich voor de finale van de evenwichtsbalk als tweede achter Nina Derwael. Het Duitse team plaatste zich niet voor de teamfinale nadat Griesser en Voss meerdere malen van de evenwichtsbalk waren gevallen. Tijdens de balkfinale viel Schäfer van het toestel tijdens het uitvoeren van haar gelijknamige oefening en werd zesde. In september nam Schäfer deel aan de Duitse World Trials waar ze alleen brug, evenwichtsbalk en vloeroefening turnde - waarop ze een ongelukkige val maakte en haar enkel blesseerde. Ze behaalde de hoogste balkscore en de op één na hoogste ongelijke balkscore van de wedstrijd. Later die maand nam Schäfer deel aan de Duitse nationale kampioenschappen, maar kwam alleen uit op brug vanwege haar blessure. Terwijl ze in de race was voor het team om deel te nemen aan de wereldkampioenschappen, besloot Schäfer zich terug te trekken omdat haar beenmergoedeem haar belemmerde om te kunnen concurreren op het noodzakelijke niveau voor de wereldkampioenschappen.

### 2019
Schäfer keerde in maart terug naar de DTB Team Challenge, waar ze alleen deelnam aan sprong en brug. In april deed ze mee aan de Europese Kampioenschappen. Tijdens de kwalificaties turnde ze alleen evenwichtsbalk en brug. Ze kwalificeerde zich voor de balkfinale op de tweede plaats achter Giorgia Villa. Tijdens de finale viel ze van het toestel en eindigde op de zesde plaats. In augustus nam ze deel aan de Duitse nationale kampioenschappen waar ze zesde werd in de meerkamp en op de vloeroefening. Bij de Duitse World Trials eindigde Schäfer als vierde in de meerkamp, maar behaalde ze de hoogste score op evenwichtsbalk. Daarna nam ze deel aan een vriendschappelijke wedstrijd in Worms, waar ze achtste werd in de meerkamp maar Duitsland hielp om als team eerste te eindigen. Na de wedstrijd werd Schäfer aangewezen als de plaatsvervanger voor de Wereldkampioenschappen.
Bij de wereldkampioenschappen trok Sophie Scheder zich wegens een blessure terug en Schäfer kwam in haar plaats uit. Tijdens de kwalificaties turnde Schäfer alleen op evenwichtsbalk en hielp Duitsland als team aan de negende plaats. Hoewel ze zich niet plaatsten voor de teamfinale, kwalificeerden ze zich wel met een team voor de Olympische Spelen van 2020 in Tokio.

### 2021
Op 13 juni werd Schäfer geselecteerd om Duitsland te vertegenwoordigen op de Olympische Zomerspelen van 2020 naast Elisabeth Seitz, Kim Bui, en Sarah Voss. In de kwalificaties voor de Olympische Spelen eindigde Duitsland als team op de negende plaats en ging niet door naar de finales.
Schäfer werd geselecteerd als de enige vertegenwoordiger voor de Wereldkampioenschappen in Kitakyushu, Japan. Ze kwalificeerde zich als derde voor de finale van het onderdeel evenwichtsbalk met een 13,733. Ze turnde ook vloer en eindigde als zestiende met een 12.866. Tijdens de balkfinale won ze de zilveren medaille achter Urara Ashikawa uit Japan. Dit was haar derde wereldmedaille op het toestel.

## Gelijknamige vaardigheid
Schäfer heeft één gelijknamige vaardigheid opgenomen in de Code of Points.
| Toestel | Naam     | Beschrijving                                                                     | Moeilijkheid | Eerst uitgevoerd         |
| ------- | -------- | -------------------------------------------------------------------------------- | ------------ | ------------------------ |
| Balk    | Schaefer | Salto zijwaarts geplooid met ½ draai (180°) opstijgen van één been naar zijstand | E            | Wereldkampioenschap 2014 |

- Gemeinsame Normdatei: 1149076690
- Virtual International Authority File: 4217151433040256420000

1938: Vlasta Děkanová  
· 1950: Helena Rakoczy  
· 1954: Keiko Tanaka  
· 1958: Larissa Latynina  
· 1962: Eva Bosáková  
· 1966: Natalja Koetsjinskaja  
· 1970: Erika Zuchold  
· 1974: Ljoedmila Toerisjtsjeva
· 1978: Nadia Comăneci
· 1979: Věra Černá 
· 1981: Maxi Gnauck  
· 1983: Olga Mostepanova  
· 1985: Daniela Silivaș  
· 1987: Aurelia Dobre  
· 1989: Daniela Silivaș  
· 1991: Svetlana Boginskaja  
· 1992: Kim Zmeskal  
· 1993: Lavinia Miloșovici  
· 1994: Shannon Miller  
· 1995: Mo Huilan  
· 1996: Dina Kochetkova  
· 1997: Gina Gogean  
· 1999: Ling Jie  
· 2001: Andreea Răducan  
· 2002: Ashley Postell  
· 2003: Fan Ye  
· 2005: Nastia Liukin 
· 2006: Iryna Krasnianska  
· 2007: Nastia Liukin  
· 2009: Deng Linlin  
· 2010: Ana Porgras  
· 2011: Sui Lu
· 2013: Aliya Mustafina
· 2014: Simone Biles
· 2015: Simone Biles
· 2017: Pauline Schäfer
· 2018: Liu Tingting
· 2019: Simone Biles
· 2021: Urara Ashikawa
· 2022: Hazuki Watanabe
· 2023: Simone Biles